# The Analogs
The Analogs — польская группа, играющая музыку в стиле Oi или street punk. Была основана в 1995 году, в городе Щецин и быстро стала популярной не только в Польше, но и за её пределами.

## История
История группы началась в 1995 году, когда несколько членов ска группы Dr. Cycos собрались вместе, чтобы записать несколько песен в стиле классического панк-рока. Этими людьми были: Марек Адамович (гитарист), Зимовит Павлюк (ударник), Павел Чекала (басист). На роль вокалиста претендовали два человека. Первым был Томаш Иванов — старый друг Dr. Cycos. Однако, он был плохим вокалистом, а потому его место занял Доминик Пыжина.
Первым альбомом группы стал Oi! Młodzież, записанный на студии «Какаду» в Щецине. Первое время он издавался ни как альбом The Analogs, а как альбом Dr. Cycos.
Вторым альбомом The Analogs стал Street Punk Rulez!, изданный в 1997 году.
В 1997 году три песни The Analogs попали на международный сборник Oi! it’s a world invasion, изданный Bronco Bullfrog Records и Step-1. В 2003 году, The Analogs были приглашены на панк-фестиваль в Германию.
Так же песни The Analogs были изданы в сборниках Class Pride World Wide 2 (Insurgence Records), KOB vs. Mad Butcher (KOB/Mad Buther), Stay Punk! (Havin' a Laugh Records).
В 1999 году группа записала сначала промо CD «Garaż», а затем и свой третий альбом Hlaskover Rock. В конце 2000 года был издан пятый альбом Blask Szminki. В это же время группа сыграла свой первый концерт в Праге.
В начале 2002 года, на «Punk Great Orchestra of Christmas Charity» The Analogs играли с такими звёздами мировой панк-сцены, как Anti-Nowhere League, Los Fastidios, Scarface и Oxymoron.
Летом 2002 года группа дала несколько концертов в Италии, а затем выступила на Antifest в Чехии. В это же время в группу пришёл гитарист Яцек Томчак.
В год своего десятилетия, The Analogs записали два альбома. Альбом Talent Zero состоял из классических панк-рок песен, переведённых на польский язык. Туда попали песни Cockney Rejects, 4-skins, The Ramones и других исполнителей.

## Дискография
- Oi! Młodzież (1996)
- Street Punk Rulez! (1997)
- Hlaskover Rock(1999)
- Oi! Młodzież/Mechaniczna Pomarańcza (2000)
- Blask Szminki (2001)
- Trucizna (2003)
- Kroniki Policyjne (2004)
- Talent Zero (2005)
- Najlepsze z najgorszych (2005)
- Poza prawem (2006)
- Miejskie Opowieści (2008)
- Tower Blocks & The Analogs - split 7 (EP) (2008)
- Taniec Cieni (2010)
- S.O.S. (2011)
- XIII. Ballady Czasu Upadku (2012)
- Bezpieczny port (2014)
- 20 lat (Idziemy droga tradycji) (2015)

## Текущий состав
- Доминик "Харцеж" Пыжина  — вокал
- Павел "Пигула" Чекала — гитара
- Якуб "Крават" Кравчик — гитара
- Томек — бас-гитара

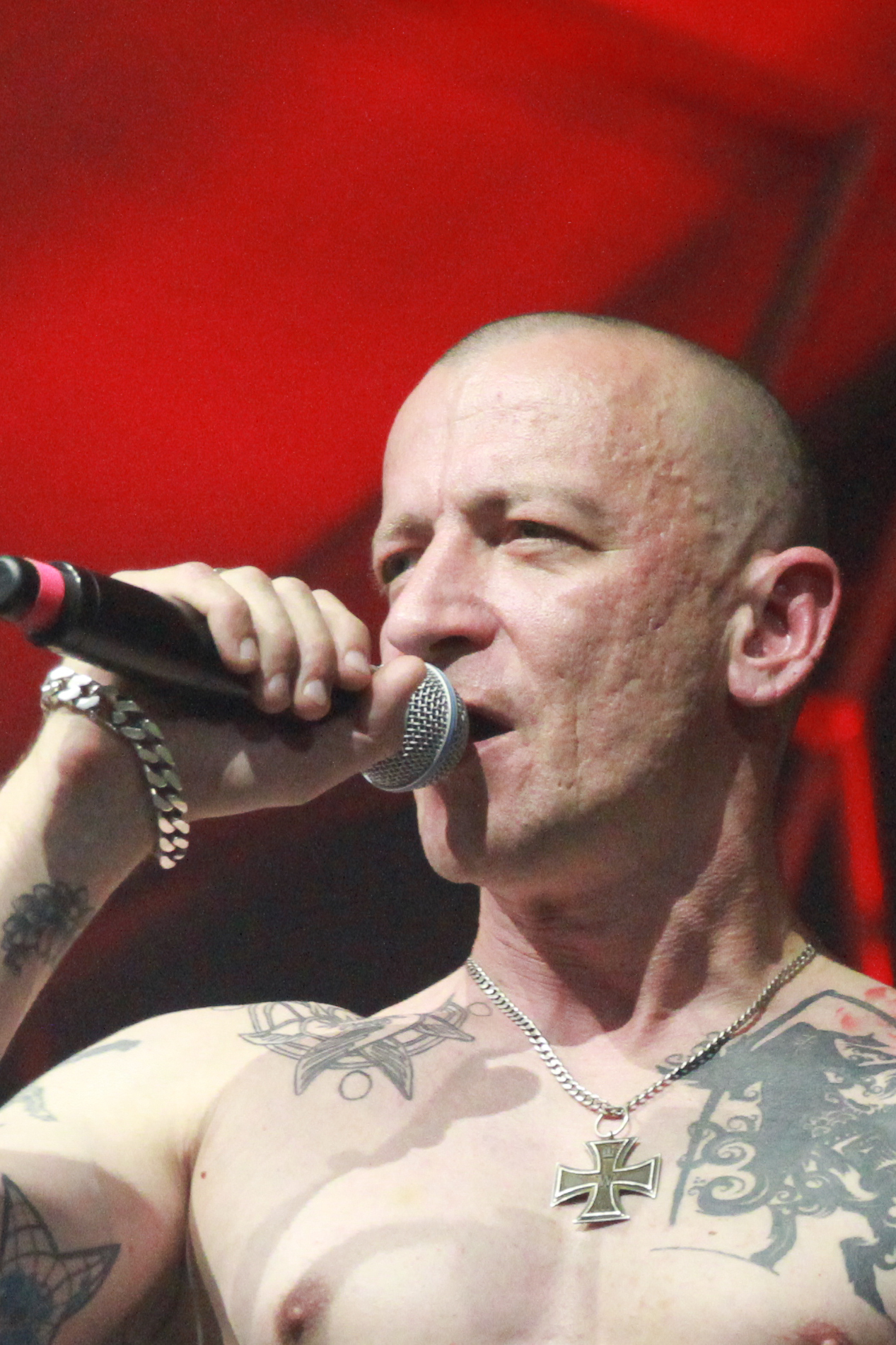
Доминик "Харцеж" Пыжина

- Кацпер "X-man" Косиньский - ударные